# Sorapiss-tó
A Sorapiss-tó, németül: Sorapissee, olaszul: Lago di Sorapiss vagy Lago di Sorapis egy tengerszem Észak-Olaszországban, a Dolomitok Sorapiss nevű hegycsoportjában, Belluno megyében, Veneto régióban, Cortina d’Ampezzótól 12 km-re, 1923 méteres tengerszint feletti magasságban, festői természeti környezetben. Közigazgatásilag a távolabb fekvő Auronzo di Cadore község Misurina frakciójához tartozik. A Tre Croci-hágóból induló túraútvonalon közelíthető meg.

## Fekvése
A Sorapiss-tó Cortona d’Amppezó városától délkeletre fekszik, a Sorapiss (ladin nyelven Sorapísc) hegycsoport közepén magas sziklacsúcsok katlanában. A csoport legmagasabb csúcsa a 3205 méter magas Punta Sorapiss, tőle délre a Croda Marcora (3154 m). Magát a Sorapiss hegycsoportot északkeleten az Ansiei-völgy, délnyugaton a Boite-völgy (az Ampezzói-völgy alsó szakasza) határolja. Nyugat felé a Faloria-hegytömb választja el Cortina d’Ampezzótól. Délkeleten a Sorapiss mögött az Antelao 3263 méteres tömb és a Marmarole hegycsoport fekszik, egészen a Piave folyóig. Cortinához való közelsége ellenére a tó és környéke közigazgatásilag Auronzo di Cadore községhez tartozik, amely távolabb kelet felé, az Ansiei folyó alsó folyásánál fekszik.
A Sorapiss-tó közvetlen közelében áll a Vandelli-menedékház Rifugio Alfredo Vandelli,  eredeti német nevén Sorapiss-menedékház (Sorapisshütte). A kis tengerszemet keletről és nyugatról is magas hegykoszorú veszi körül (Ra Zesta (Cesta), Cime Ciadin del Loudo), így a nap nagy részében árnyékban fekszik. Télen vastagon befagy, a jégtükör nyár elejéig megmarad.

## Képgaléria

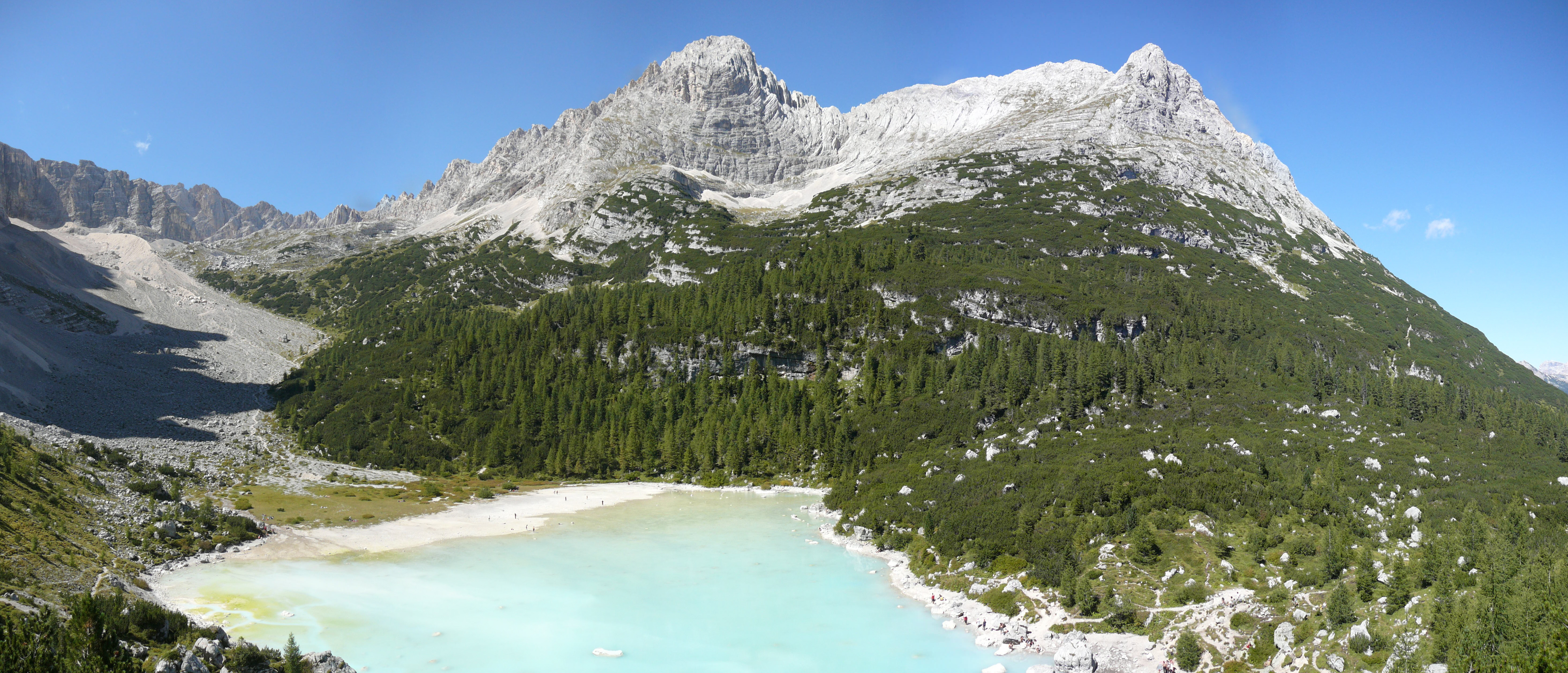
A tó katlana, a Sorapiss-heggyel
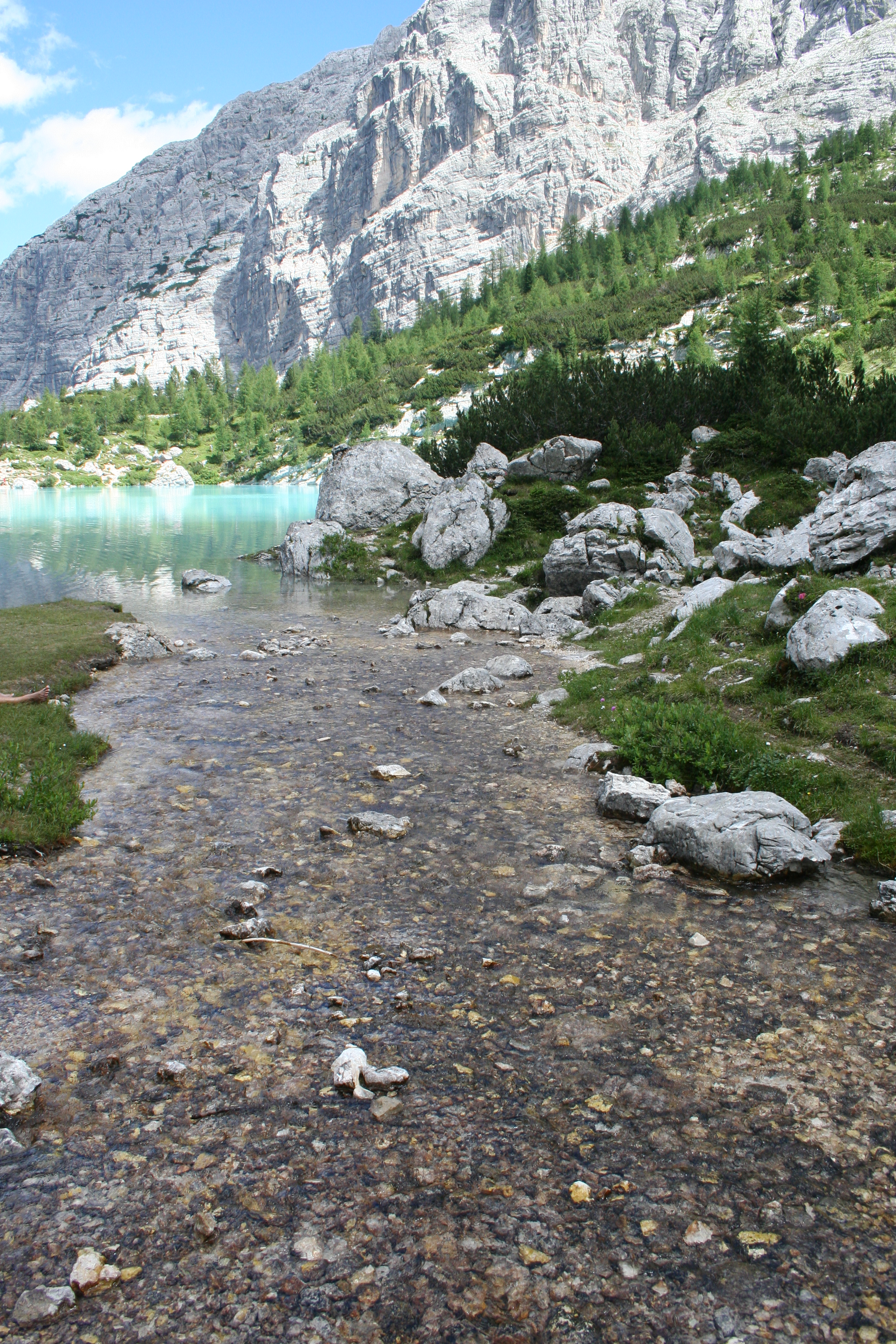
A tavat tápláló patak
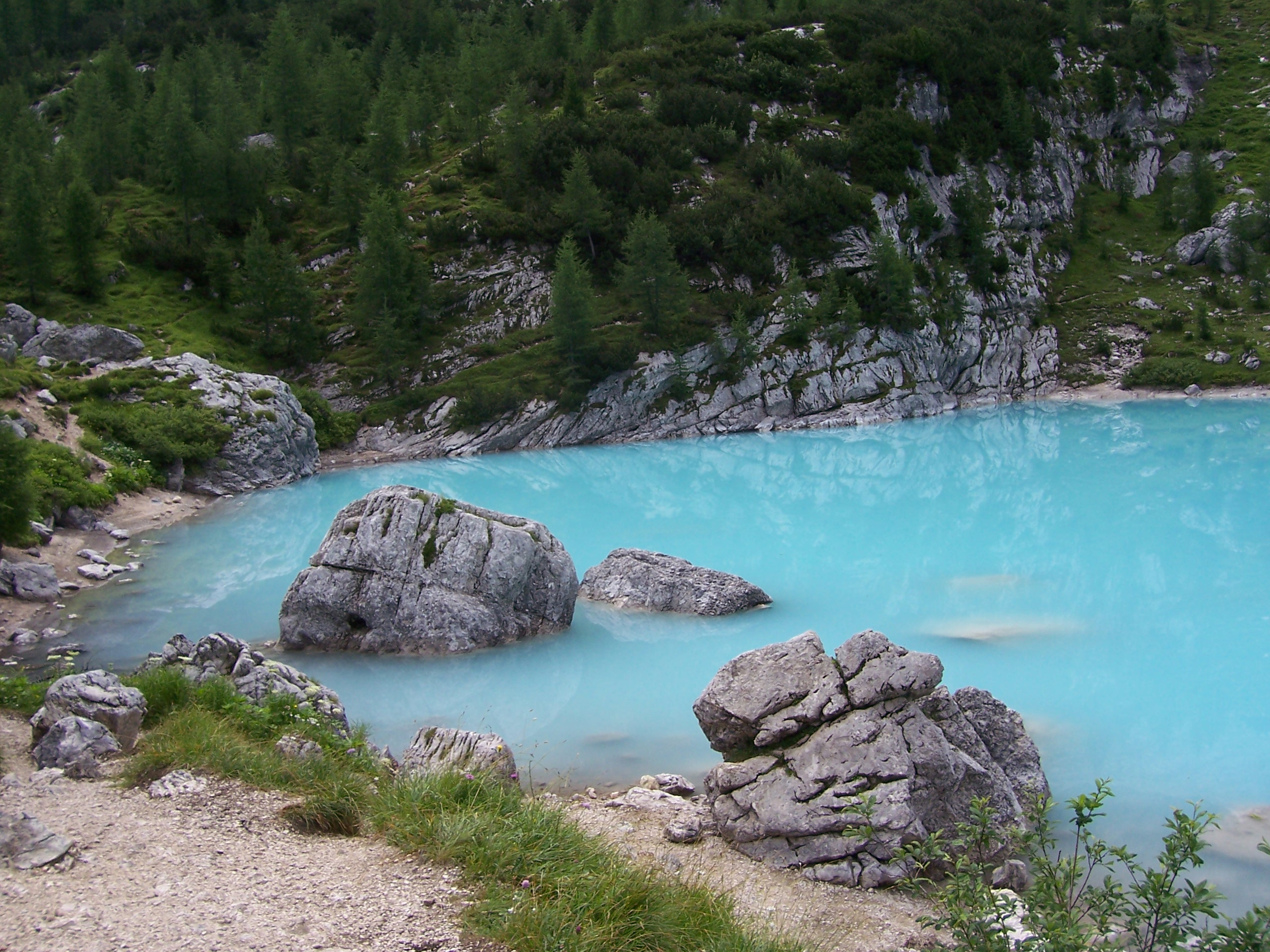
A tó partja
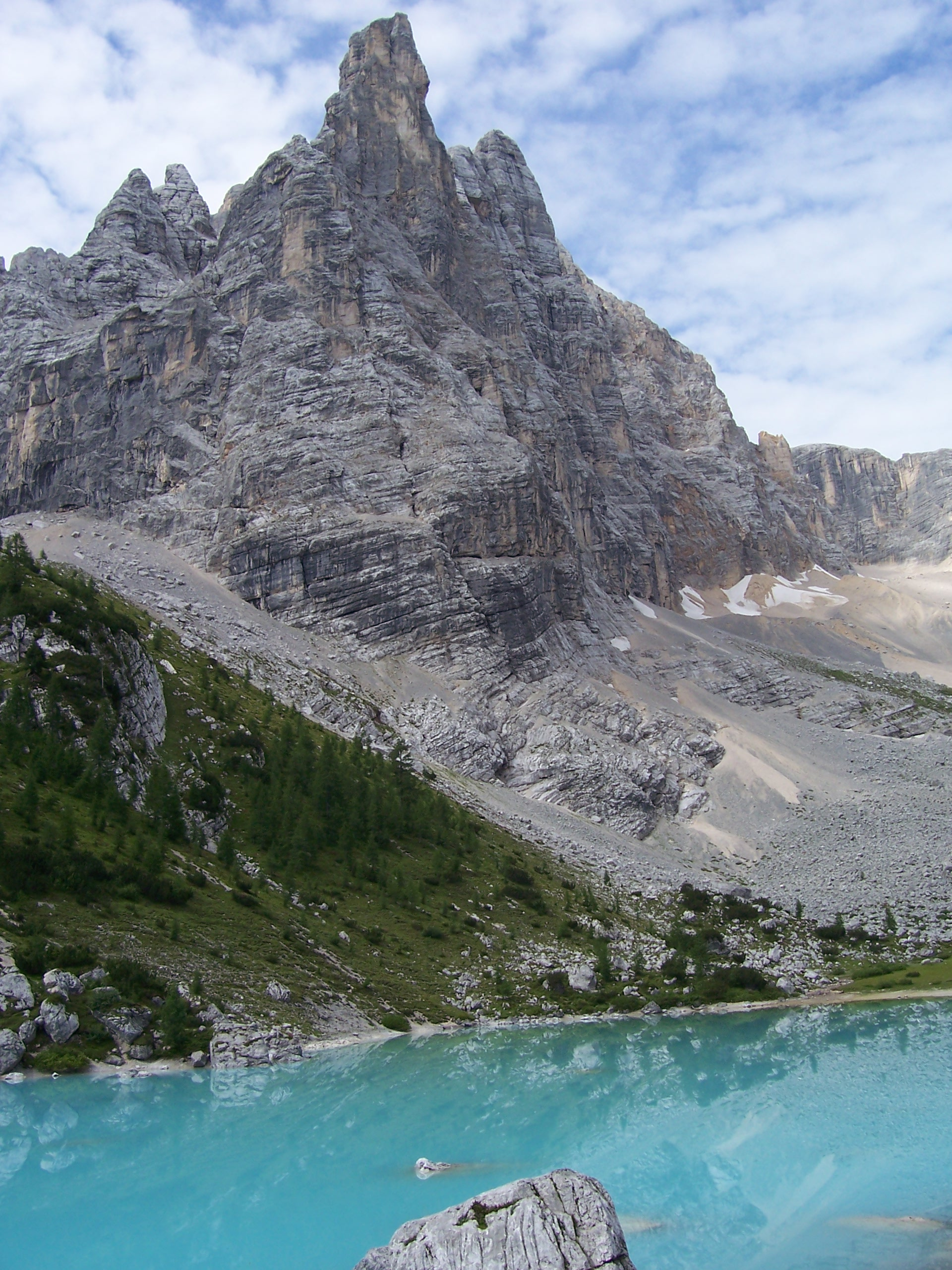
„Isten ujja” (Dito di Dio)

## Megközelítése
A tóhoz vezető standard útvonal, az Olasz Alpesi Club (CAI) 215. sz. túraösvénye a Tre Croci-hágóból indul, és kb. 2 óra alatt vezet az Antonio Vandelli-menedékházhoz (1928 m), innen a Sorapiss-tóhoz (1923 m). Ez az útvonal egyben a 3. sz. dolomiti magashegyi túraút (Höhenweg/alta via No.3.) egy szakaszát képezi.
Az SR 48. sz. főúton a hágó tetejétől Misurina felé haladva néhány száz méterre jobbra nyílik az ösvény. Erdei úton egy széles mezőre jutunk, itt látványos panoráma nyílik a Monte Cristallóra és a Misurina fölötti hegyekre. Az erdőségen keresztül régi olasz erődítmények mellett megyünk el, amelyek az első világháborúban (1915–17) a Tre Croci-hágó védelmi rendszerét alkották. (A bunkerek kívülről körüljárhatók, de bejárataik hivatalosan le vannak zárva, életveszély miatt). Az erdőből kijutva a Cima di Malquoira hatalmas sziklafalainak lábához jutunk, majd kisebb emelkedő felfelé visz a Cima del Laudo tornyai között. Az ösvény egy meredek sziklavállon visz, a veszélyes részeken rögzített lépcső és vezetőkötél segíti a haladást. Az utolsó szakasz még meredekebb, de már nehézség nélküli. Az ösvény az Alfonso Vandelli-menedékháznál végződik, amelyet az Olasz Alpesi Klub (Club Alpino Italiano) venetói szekciója működtet.
A menedékház közvetlen közelében egy táblával jelzett útelágazásnál térhetünk le közvetlenül a tóhoz. A helyet „Sorapiss-arénának” is nevezik, mert fenséges körkilátást nyújt a Sorapiss hegyeire (La Cesta, Tre Sorelle), távolabb észak felé látható a Drei Zinnen (a Nyugati és a Nagy-Zinne); előttük a Cadini-szirtek (Cadin della Neve, Eötvös); távolabb északkeleten idelátszanak a Sexteni-Dolomitok legdélibb csúcsai, a Zwölferkofel és a Cima Auronzo. A kis tengerszem könnyen körül is járható. A „hihetetlenül kék” vízben tükröződő parti sziklacsúcsok közül kitűnik „Isten ujja” (Dito di Dio).
Egy másik, hosszabb (de szintén nem nehéz) megközelítési útvonal ugyancsak a Tre Croci-hágóból indul, Malcòira-hágón (forcella Malcòira) keresztül, a 213–216. sz. ösvényeken át. A 213. ösvény a hágón álló kápolnától indul déli irányban. Fel kell kapaszkodni a Tardeiba-hegyhátra. Egy elágazásnál balra indul 216. sz. ösvény, amely átvág a Loùdo-katlanon (conca di Loùdo), innen gyorsan ereszkedő lejtőn jutunk a Vandelli-menedékházhoz és a tóhoz (Időtartam kb. 3 óra).
A Tre-Croci-hágóba a leírt standard úton (a CAI 215. úton) térhetünk vissza. Aki hosszabb túrát tervez, az a 215. sz. ösvényről letérhet nyugat felé, a Punta Nera-nyereg, a Faloria-hágó (forcella Faloria, 2309  m) és a Tondi-menedékház (2327 m) felé, és innen leereszkedhet Cortina d’Ampezzóba.